# Кожухово (Галичский район)
Кожухово — деревня в составе Ореховского сельского поселения Галичского района Костромской области России.

## География
Деревня расположена на берегу речки Княжевка.

## История
Согласно Спискам населенных мест Российской империи в 1872 году сельцо Кожухово относилось к 1 стану Галичского уезда Костромской губернии. В нём числилось 6 дворов, проживало 27 мужчин и 34 женщины.
Согласно переписи населения 1897 года в деревне проживало 90 человек (31 мужчина и 59 женщин).
Согласно Списку населенных мест Костромской губернии в 1907 году деревня относилась к Костомской (или Нагатинской) волости Галичского уезда Костромской губернии. По сведениям волостного правления за 1907 год в ней числилось 8 крестьянских дворов и 45 жителей. Основным занятием жителей деревни, помимо земледелия, был плотницкий промысел.
До муниципальной реформы 2010 года деревня также входила в состав Ореховского сельского поселения.